# Astacilla gibbossa
Astacilla gibbossa là một loài chân đều trong họ Arcturidae. Loài này được Pillai miêu tả khoa học năm 1954.